# پردیس سینمایی مهر کوهسنگی
پردیس سینمایی مهر کوهسنگی یک پردیس سینمایی در شهر مشهد، ایران است.
این پردیس سینمایی که در ۲۵ اسفند ۱۴۰۱ تأسیس شده دارای ۹ سالن سینما و سه سالن سینما روباز و ظرفیت ۱۱۸۰ صندلی می‌باشد.